# Régions de l'Eswatini

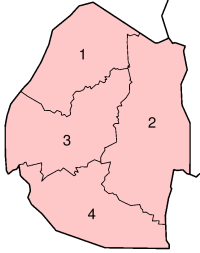
Carte de l'Eswatini présentant son découpage en districts

L'Eswatini est divisé en quatre districts :
1. Hhohho , situé dans le nord-ouest du pays, où se situe également la capitale du pays, Mbabane.
2. Lubombo , situé à l'est du pays.
3. Manzini , situé au centre-ouest du pays, c'est le district le plus peuplé[1] .
4. Shiselweni , situé au sud du pays.